# Канада на зимних Олимпийских играх 1972
Канада принимала участие в зимних Олимпийских играх 1972, и завоевала серебряную медаль, чем обеспечила себе 17 место в неофициальном общекомандном зачёте.

## Медалисты
| Медаль | Спортсмен       | Вид спорта       | Дисциплина                  |
| ------ | --------------- | ---------------- | --------------------------- |
| 2      | Карен Магнуссен | Фигурное катание | Одиночное катание (женщины) |

## Состав сборной
Канаду представляли 47 спортсменов: 18 женщин и 29 мужчин, они соревновались в 7 видах спорта
- бобслей
- горнолыжный спорт
- конькобежный спорт
- лыжные гонки
- прыжки на лыжах с трамплина
- санный спорт
- фигурное катание

Самой молодой участницей сборной была 14-летняя горнолыжница Кэти Крайнер, самым старшим участником 42-летний бобслеист Ханс Гериг.

## Результаты

### Бобслей
Соревнования прошли с 4 по 12 февраля на северном склоне горы Тэинэ, в нескольких километрах к северо-западу от Саппоро. Длина трассы составила 1568 м при высоте в 132 м и среднем градиенте 8,4 %. Точка старта находилась на высоте 495 м над уровнем моря, траектория имела 14 поворотов. Погода благоприятствовала проведению соревнований — на протяжении всех заездов температура воздуха оставалась в районе от –6 до –8 градусов Цельсия.
Были разыграны два комплекта наград.

#### Мужчины — двойки
| Экипаж | Спортсмены                | 1 попытка | 1 попытка | 2 попытка | 2 попытка | 3 попытка | 3 попытка | 4 попытка | 4 попытка | Результат | Результат |
| Экипаж | Спортсмены                | Время     | Место     | Время     | Место     | Время     | Место     | Время     | Место     | Время     | Место     |
| ------ | ------------------------- | --------- | --------- | --------- | --------- | --------- | --------- | --------- | --------- | --------- | --------- |
| CAN-1  | Ханс Гериг Эндрю Фоулдс   | 1:18.82   | 20        | 1:18.36   | 20        | 1:15.66   | 17        | 1:16.06   | 17        | 5:08.90   | 18        |
| CAN-2  | Роберт Стори Майкл Хартли | 1:18.49   | 18        | 1:16.70   | 8         | 1:14.90   | 13        | 1:15.61   | 15        | 5:05.70   | 14        |

#### Мужчины — четвёрки
| Экипаж | Спортсмены                                           | 1 попытка | 1 попытка | 2 попытка | 2 попытка | 3 попытка | 3 попытка | 4 попытка | 4 попытка | Результат | Результат |
| Экипаж | Спортсмены                                           | Время     | Место     | Время     | Место     | Время     | Место     | Время     | Место     | Время     | Место     |
| ------ | ---------------------------------------------------- | --------- | --------- | --------- | --------- | --------- | --------- | --------- | --------- | --------- | --------- |
| CAN-1  | Ханс Гериг Дэвид Ричардсон Питер Блэкли Эндрю Фоулдс | 1:12.61   | 15        | 1:12.43   | 9         | 1:10.76   | 5         | 1:12.26   | 16        | 4:48.06   | 13        |

### Конькобежный спорт
Соревнования  прошли с 5 по 12 февраля на льду открытого стадиона «Макоманай» в Саппоро.

#### Мужчины
| Дистанция | Спортсмен     | Результат | Результат |
| Дистанция | Спортсмен     | Время     | Место     |
| --------- | ------------- | --------- | --------- |
| 500 м     | Джон Кэссиди  | 43.01     | 30        |
| 500 м     | Джерри Кассан | 42.87     | 29        |
| 1500 м    | Эндрю Бэррон  | 2:17.71   | 36        |
| 1500 м    | Кевин Сируа   | 2:13.99   | 26        |
| 1500 м    | Роберт Ходжес | 2:12.13   | 23        |
| 5000 м    | Эндрю Бэррон  | 8:11.84   | 25        |
| 5000 м    | Кевин Сируа   | 8:02.66   | 19        |
| 10000 м   | Кевин Сируа   | 15:58.61  | 14        |

#### Женщины
| Дистанция | Спортсменка       | Результат          | Результат |
| Дистанция | Спортсменка       | Время              | Место     |
| --------- | ----------------- | ------------------ | --------- |
| 500 м     | Сильвия Бурка     | дисквалифицирована | –         |
| 500 м     | Донна Макканнелл  | 47.30              | 25        |
| 500 м     | Кэти Пристнер     | 45.79              | 14        |
| 1000 м    | Гейл Гордон       | 1:38.32            | 32        |
| 1000 м    | Кэти Пристнер     | 1:37.11            | 29        |
| 1000 м    | Сильвия Бурка     | 1:32.95            | 8         |
| 1500 м    | Дженнифер Джексон | 2:35.22            | 30        |
| 1500 м    | Гейл Гордон       | 2:31.86            | 27        |
| 1500 м    | Сильвия Бурка     | 2:29.60            | 21        |

### Прыжки на лыжах с трамплина
Соревнования прошли на нормальном трамплине (6 февраля) и на большом трамплине (11 февраля).
| Спортсмен    | Соревнование        | Попытка 1    | Попытка 1 | Попытка 2    | Попытка 2 | Итог        | Итог  |
| Спортсмен    | Соревнование        | Дистанция, м | Очки      | Дистанция, м | Очки      | Сумма очков | Место |
| ------------ | ------------------- | ------------ | --------- | ------------ | --------- | ----------- | ----- |
| Питер Уилсон | Нормальный трамплин | 64.5         | 79.4      | 60.5         | 70.0      | 149.4       | 56    |
| Рик Гуляс    | Нормальный трамплин | 71.0         | 90.8      | 70.5         | 90.5      | 181.3       | 48    |
| Ульф Квендбо | Нормальный трамплин | 70.5         | 93.0      | 71.0         | 94.8      | 187.8       | 44    |
| Зденек Мезл  | Нормальный трамплин | 74.0         | 100.6     | 70.0         | 92.2      | 192.8       | 40    |
| Ульф Квендбо | Большой трамплин    | 79.0         | 75.6      | 80.0         | 77.0      | 152.6       | 45    |
| Питер Уилсон | Большой трамплин    | 83.0         | 78.7      | 83.5         | 80.9      | 159.6       | 39    |
| Зденек Мезл  | Большой трамплин    | 98.0         | 104.7     | 89.0         | 89.6      | 194.3       | 17    |

### Фигурное катание
Соревнования прошли в Ледовом дворце спорта «Макоманай» и во Дворце спорта «Микахо».

#### Мужчины
| Спортсмен       | Обязательные фигуры | Произвольная программа | Баллы  | Сумма мест | Итоговое место |
| --------------- | ------------------- | ---------------------- | ------ | ---------- | -------------- |
| Толлер Крэнстон | 12                  | 5                      | 2517.2 | 80.5       | 9              |

#### Женщины
| Спортсменка     | Обязательные фигуры | Произвольная программа | Баллы  | Сумма мест | Итоговое место |
| --------------- | ------------------- | ---------------------- | ------ | ---------- | -------------- |
| Кэти Ли Ирвин   | 12                  | 12                     | 2383.4 | 116        | 13             |
| Карен Магнуссен | 3                   | 2                      | 2673.2 | 23         | 2              |

#### Пары
| Спортсмены                | Короткая программа | Произвольная программа | Баллы | Сумма мест | Итоговое место |
| ------------------------- | ------------------ | ---------------------- | ----- | ---------- | -------------- |
| Мэри Петри / Джон Хаббелл | 15                 | 15                     | 358.5 | 129        | 15             |
| Сандра Безик Вэл Безик    | 9                  | 9                      | 384.9 | 84         | 9              |